# ハムライス
ハムライス（英: ham rice, ham and rice）は、ハムなどと米飯を炒めた料理である。塩コショウや、トマトケチャップで味付けしたものがある。前者は具の少ないチャーハンのようであり、後者はハムを鶏肉に置き換えるとチキンライスになる。チキンライスと同じく、ピラフが日本化したものとされ、日本生まれの西洋料理（洋食）の一つである。
大正末期にトマト味のハムライスが考案されると、ブームを巻き起こしたが、チキンライスの人気に押され、次第に姿を消していった。

## 歴史
ハムライスの発祥について、食文化を専門とする小菅桂子は、当時高価であったハムの端材を活用しようとした、洋食屋の料理人のアイデアではと推測する。
1918年（大正7年）に発行された海軍教育本部編集の『海軍五等主厨厨業教科書』には、「チキン、ライス」と並んで「ハム、ライス」の記載があり、ハム・タマネギと白米をバターで炒め、スープで炊き、少量のドミグラスソースをかけて食したり、他の料理の付け合わせにされる。1920年（大正9年）、東京市は「市民に低廉でかつ栄養のある食物を供給する」との目的で、市営食堂のメニューに、ハムライスを採用した。1934年（昭和9年）時点で、昼・夕の定食やカレーライス、肉うどんが10銭から15銭であったのに対して、ハムライスは天丼と同じ20銭であった。

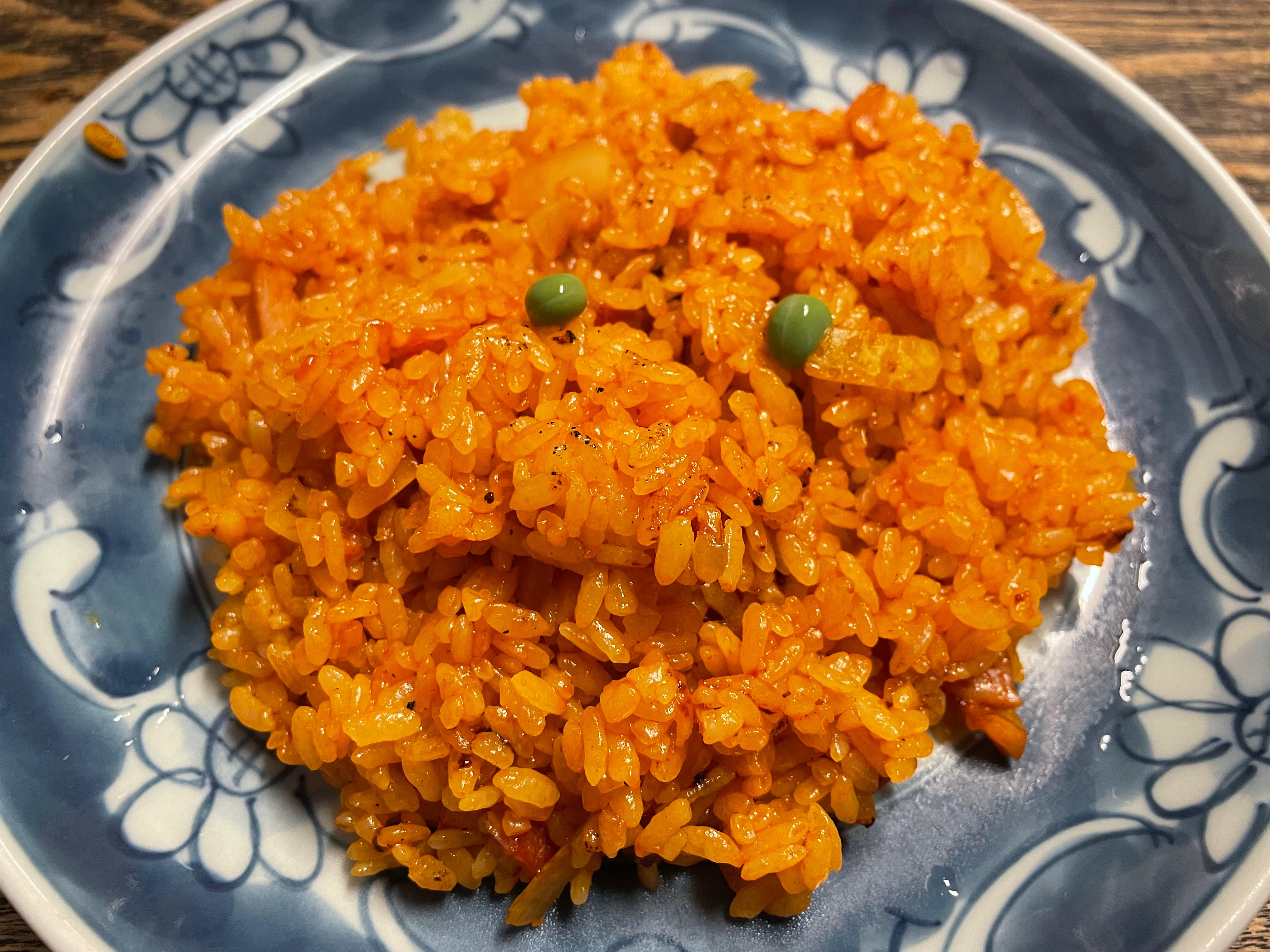
トマトケチャップを用いたハムライス

トマトソースを使ったハムライスは、1924年（大正13年）に東京・神田須田町に開店した須田町食堂が提供したのが最初とされる。カレーライスが8銭、ハヤシライスが10銭などの中、ハムライスとチキンライスは、ビーフステーキと同じ15銭という価格設定であったが、赤いトマト味のハムライスはたちまち人気メニューとなり、他店にも広まった。これを小菅は、「ハムライスブーム」と呼ぶ。1932年（昭和7年）発行の『兒童の喜ぶ飲み物とお辨當』や、1936年（昭和11年）発行の『日常の調理知識』では、「ハムライス」として、トマトケチャップを用いたものが記述されている。
飲食店で人気メニューとなったのを受け、大正時代末に、鎌倉ハム富岡商会が、ハム製造による端材の有効利用として、「ハムライスの素」という缶詰を発売した。家庭で米飯と「とろ火で煎りつけながら混合せ」るだけという、簡易調理商品の先駆けといえるものであった。詳細なレシピは残っていないが、1948年（昭和23年）発行の日本缶詰協会の『畜産罐詰製造講義』では、「ハムライスの素」の原料は、トマトピューレ・細切りハム・タマネギ・水・塩・砂糖・味の素・コショウとしている。鎌倉ハムの商品ラベルには、タケノコも記載されている。
「ハムライスの素」は、高級食材として明治屋や白木屋で扱われ、ヒット商品となり、鎌倉ハムは続けて「チキンライスの素」も発売した。他社も追随し、1927年（昭和2年）に明治屋が「ハムライスの素」と「チキンライスの素」を製造販売し、愛知トマト製造（現・カゴメ）も「チキンライスの素」で参入した。
その後、「チキンライスの素」の方が「ハムライスの素」の売り上げを上回るようになる。鎌倉ハムでは太平洋戦争後に「ハムライスの素」も「チキンライスの素」も製造しなくなったが、チキンライスが戦後日本社会に定着したのに対し、ハムライスは忘れ去られた。小菅は、「昭和の初めになってチキンライスとハムライスの立場は完全に逆転、そしてハムライスはいつの間にか姿を消してしまったのである」と評する。ただし、2018年（平成30年）時点でもハムライスをメニューに加えている飲食店はまだ存在している。

## 調理法
具材としては、小さめの角切りにしたハムのほかに、みじん切りにしたタマネギが用いられ、シイタケやマツタケを加える場合もある。また、グリーンピースやパセリが添えられることもある。
米飯を炒めて作ることもあれば、生米から炊き上げることもある。
トマトケチャップを用いた場合、ハムを鶏肉にするとチキンライスとなるほか、ウサギや豚の肉、ベーコンなどを用いるといった応用も可能である。なお、トマトケチャップを用いたものはケチャップライスであってハムライスではないとの見解もある。

## 栄養素
栄養学が専門で医学博士の小田静枝によると、ハム 70 g、タマネギ 50 g、マーガリン 10 gとした場合、米飯を除いたハムライスの具の栄養価は、エネルギー 239 kcal、タンパク質 16.2 g、カルシウム 11 mg、鉄 0.2 mg、ビタミンA 7 IU、ビタミンB1 0.3 mg、ビタミンB2 0.08 mg、ビタミンC 5 mg、ナイアシン 5.0 mgになるという。特に、カルシウム、鉄、ビタミンA・B2・Cが1食に必要な量に比べてあまりに少なく、この食事では健康を保証できないと指摘している。このため小田は、ハムの量を半分にし、浮いた金で牛乳やホウレンソウを献立に加えてバランスのとれた食事にすることを勧めている。
なお、米飯を含めた場合、日本家庭料理学校長を務めた小林完は、ハム 37.5 g、タマネギ 37.5 g、グリーンピース 13.3 g、トマトソース 20 gとして、エネルギー 560.4 kcal、タンパク質 18.8 gとしている。ただし、小田と小林ではハムとタマネギの量、トマトソースの有無が異なる。

## 取り上げた作品
楽曲
山本正之「友情のハムライス」（『あああ がらがら どんどんどん』収録）
- トマトを用いないハムと米飯だけのハムライスを貧乏学生の節約料理として取り上げる。